# Континуо
Континуо, обележени бас или генералбас (итал. basso continuo, енгл. figured bass) представља врсту нотације басове деонице која је доминирала у периоду барока. Специфичност нотације огледала се у додавању шифрованих бројчаних ознака мелодијској линији. Деоницу су изводили инструменти одговарајућег басовог регистра, фагот, виола да гамба, виолончело, контрабас, чембало или оргуље. Свирање континуа на хармонским инструментима (чембалу или оргуљама) подразумевало је вештину његове „реализације“, то јест додавања горњих деоница, најчешће у виду акордске пратње. До краја XVIII века континуо је постепено ишчезао из употребе.